# Айрум (станція)
Ця стаття про станцію Айрум. Стаття про село — Айрум.
Айру́м (вірм. Այրում) — вірменська прикордонна залізнична станція, що розташована у однойменному селі, біля Грузії. На сьогоднішній день, Айрум є єдиною прикордонною залізничною станцією Вірменії, через яку проходять поїзди.
Станція має багато колій, на ній розташована митниця. Айрум, разом з грузинською станцією Садахло є двома станціями, на яких проводиться прикордонна перевірка на залізничному транспорті між Вірменією та Грузією.
Щоденно через станцію проходять кілька десятків вантажних поїздів, один (влітку два) пасажирський поїзд далекого сполучення. Також станція є кінцевою станцією для електропоїзда № 6540 Гюмрі — Айрум, що прибуває до станції о 11:05 та відправляється о 18:00.